# Bojan Dobovšek
Bojan Dobovšek, slovenski politik, pravnik, politolog in profesor, * Ljubljana, 24. februar 1962.
Dobovšek je nekdanji poslanec 7. sklica Državnega zbora Republike Slovenije. Po odstopu iz Stranke Mira Cerarja je postal vodja poslanske skupine nepovezanih poslancev. Je bivši predsednik stranke Dobra država, katere ustanovitelj je.

## Izobrazba
Po diplomi na Pravni fakulteti v Ljubljani je doktoriral na Fakulteti za družbene vede iz politoloških znanosti. Podoktorski študij je nadaljeval kot raziskovalec na Inštitutu za politične vede na Univerzi v Würzburgu.

## Kariera
Ima naziv rednega profesorja za področje kriminologije na Fakulteti za varnostne vede Univerze v Mariboru, kjer je deloval tudi kot prodekan za študijsko in prodekan za raziskovalno dejavnost. Kot gostujoči profesor je predaval na številnih univerzah po svetu in organiziral domače in tudi mednarodne konference, posvete in okrogle mize, kar je pripomoglo k prepoznavnosti Slovenije v svetu.
Kot predstavnik sodne veje oblasti je bil izvoljen za člana Komisije za preprečevanje korupcije. Funkcijo je opravljal od 2004 do 2009.

## Politika
Nezadovoljen z vodenjem in upravljanjem države je Dobovšek leta 2014 kandidiral na predčasnih parlamentarnih volitvah in bil izvoljen za poslanca na listi SMC. Takoj po zmagi, še preden je bila imenovana nova vlada Mira Cerarja, je začel opozarjati na netransparentno strankarsko kadrovanje in na odklon od dogovora pred volitvami. Ker se nič spremenilo, je pred lokalnimi volitvami izstopil iz stranke, ko je vlada potrdila sporne člane nadzornega sveta SDH, pa še iz poslanske skupine. Sprva je delo nadaljeval kot samostojni poslanec, kasneje pa je z Alenko Bratušek, Mirjam Bon Klajnšček in Francem Lajem ustanovil Poslansko skupino nepovezanih poslancev DZ, ki jo je nekaj časa vodil tudi sam.
Dobovšek je v več intervjujih v medijih poudaril, da bo politično kariero nadaljeval samostojno. Bil je pobudnik, soustanovitelj in strokovni vodja Zavoda Dobra država, ki je bila platforma za bodočo politično stranko. Delovanje zavoda je usmerjeno »v dobro državljank in državljanov, za javno dobro, za kvalitetno življenje vseh prebivalcev Slovenije, ne glede na njihovo ideološko usmerjenost in osebna prepričanja. Želimo zagotoviti upravljanje države v javnem interesu, spodbujanje osebnih in družbenih potencialov.«
3. februarja 2022 se je umaknil iz političnega življenja.

## Mednarodna dejavnost
V preteklosti je bil član projektnega sveta za izvajanje nalog s področja prepovedanih drog EMCDDA. Imenovan je bil v posebno skupino strokovnjakov za organizirani kriminal, korupcijo in pranje denarja v okviru Evropskega parlamenta, pogosto in veliko pa je sodeloval z organizacijo  UNODC pod okriljem Združenih narodov na Dunaju.

## Nagrade
Za članek Mreže gospodarskega kriminala v državah v tranziciji mu je mednarodna založba Emerald podelila priznanje za najbolj priporočen članek.

## Avtorska dela
Dobovšek je avtor ali soavtor več knjig, raziskovalnih člankov in tematskih strokovnih monografij, ki so izšli doma in na tujem. Njegovi zadnji strokovni knjigi sta izšli v Združenih državah Amerike. Prva nosi naslov Finančna kriminaliteta, druga pa  Korupcija, goljufije, organizirana kriminaliteta in neformalna ekonomija]. Njegova strokovna bibliografija je javno dostopna na portalih SICRIS in COBISS.